# Боєприпаси

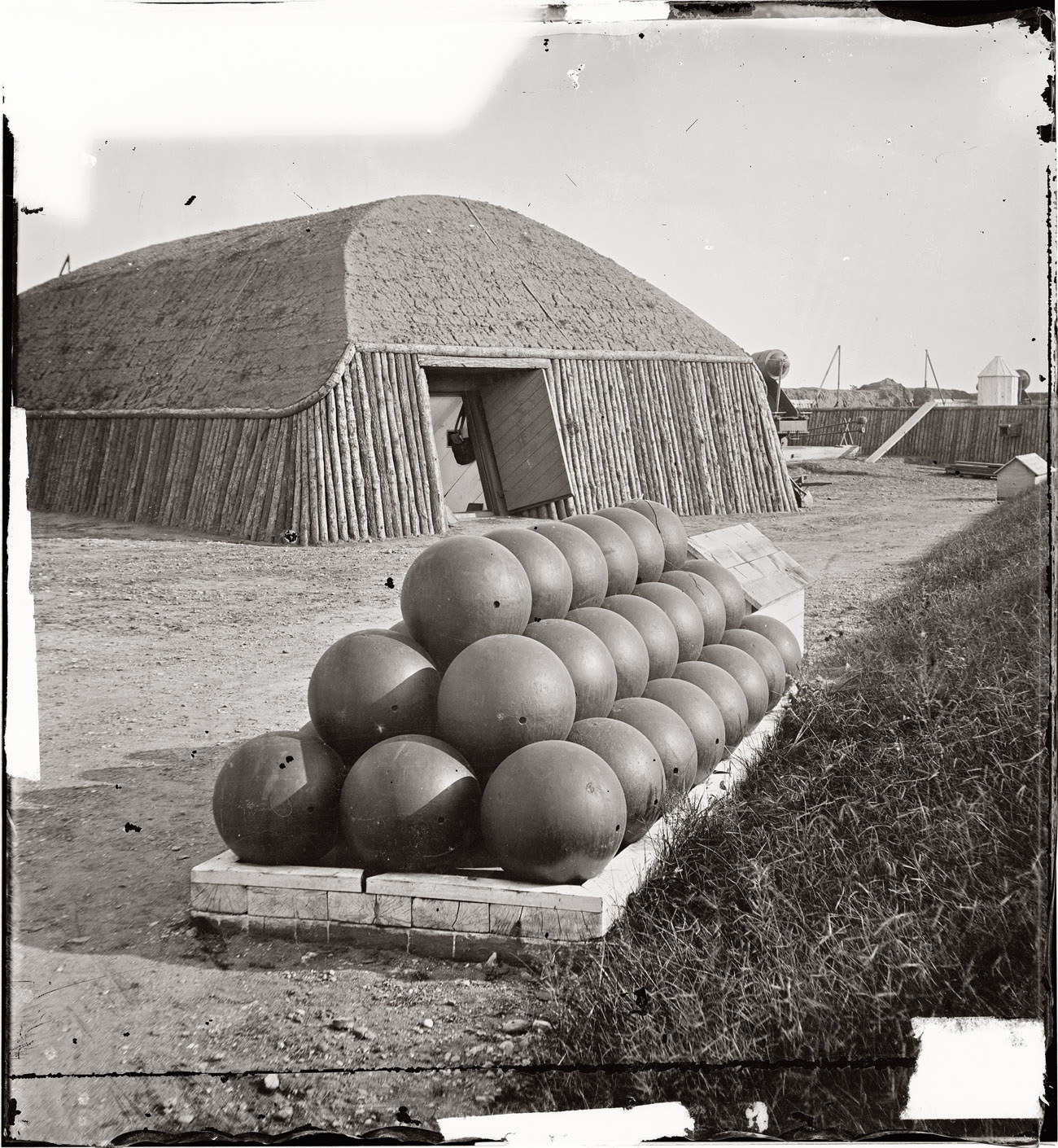
Боєприпаси (артилерійські ядра) часів Громадянської війни у США

Боєприпа́си, бойові́ припа́си або амуніція (англ. ammunition) — складова частина озброєння, безпосередньо призначена для враження живої сили противника, знищення його військової техніки, руйнування укріплень, споруд, а також виконання інших завдань (освітлення місцевості, задимлення, розкидання агітаційної літератури тощо).
Дія основної маси боєприпасів заснована на використанні енергії, що виділяється вибуховими речовинами, завдяки якій і відбувається ураження (руйнування, знищення) різних цілей.

## Визначення боєприпасів
Українське законодавство надає наступне визначення: «Боєприпаси — артилерійські та стрілецькі, бомби авіаційні та їх складові одиниці, гранати, бойові частини, боєголовки та вибухові компоненти керованих (некерованих) ракет та снарядів, міни наземні та фугаси, міни морські та їх компоненти, торпеди та їх компоненти, бомби глибинні та їх компоненти, військова піротехніка, пристрої підривні, речовини вибухові та порохи, піропатрони та пристосування приводні та їх складові одиниці, інструменти та обладнання спеціальні для знешкодження наземних та підводних боєприпасів, капсулі, підривники, вибухові компоненти та інше приладдя для боєприпасів, спеціальне обладнання для експлуатації та обслуговування боєприпасів».
Боєприпаси — предмети, призначені для здійснення пострілів з усіх видів зброї, бомбардування і ракетних ударів.
До боєприпасів належать артилерійські снаряди, атомні бомби, ракети, авіабомби, міни, ручні гранати, набої тощо.
До бойових припасів належать: ядерні боєприпаси, артилерійські та мінометні постріли, реактивні снаряди, постріли з активно-реактивними снарядами, мінами, гранатами, протитанкові керовані реактивні снаряди (ПТКРС), авіаційні бомби, набої стрілецької зброї, ручні та гвинтівкові гранати, засоби підривання, заряди вибухових речовин, міни, міни морські, торпеди, освітлювальні та сигнальні патрони та інше. До боєприпасів належать також і окремі елементи самих бойових припасів: детонатори (трубки), порохові заряди, розривні заряди, капсулі та капсульні втулки (трубки), капсулі-детонатори й детонатори, запальники, гільзи, картузи тощо.
Боєприпаси доправляються до цілі метанням з вогнепальної зброї (снаряди, міни, гвинтівкові гранати, кулі), за допомогою різних двигунів (реактивний снаряд, торпеда), скиданням з висоти на ціль (авіаційні бомби) або киданням вручну (ручна граната). Деякі боєприпаси встановлюються на місцевості або у воді (міни) і діють (вибухають) при контакті з ціллю або при знаходженні цілі в зоні дії. Є боєприпаси (наприклад, міни), які встановлюються на об'єкт, що має бути зруйнованим, і котрі вибухають через заздалегідь встановлений проміжок часу або за сигналом, що передається по радіо або дротах. Усі боєприпаси — одноразової дії. Виняток становлять окремі їх елементи — гільзи та корпуси капсульних втулок, які після ремонту можуть бути знову використані.
За призначенням боєприпаси поділяються на основні, спеціальні та допоміжні. Основні боєприпаси поділяються на звичайні і масового ураження. Звичайні боєприпаси можуть бути суцільними або споряджатися розривним зарядом або запальною речовиною. До бойових припасів масового ураження належать ядерні, хімічні та біологічні боєприпаси. Дія боєприпасів визначається конструкцією і типом спорядження. До спеціальних боєприпасів належать ті, що утворюють перешкоди, освітлювальні, сигнальні, димові, пристрілювально-цілевказуючі, агітаційні та інші; до допоміжних — навчальні, імітаційні, системопробні тощо.
Ведення бою пов'язано з великою витратою боєприпасів. Наприклад, у російсько-японській війні 1904-05 рр. Росія витратила 900 тис. артилерійських пострілів. Під час Першої світової війни 1914—1918 рр. було виготовлено на російських заводах і завезено з-за кордону близько 65,3 млн. артилерійських пострілів. У німецько-радянську війну тільки за 1943-44 рр. промисловість СРСР виготовила 359 млн снарядів, мін та авіабомб. у сучасних умовах при великій насиченості військ автоматичною зброєю, що володіє високою скорострільністю, і наявності різноманітних нових видів зброї кількість боєприпасів, необхідна для забезпечення бою (операції), різко зростає. Необхідні запаси боєприпасів створюються в мирний час, частина з них витрачається для бойової підготовки військ.

## Класифікація боєприпасів
Боєприпаси класифікуються:

### За належністю
- Артилерійські
- Авіаційні
- Морські
- Стрілецькі
- Інженерні

### За призначенням
- Основні (для ураження цілей)
- Спеціальні (для освітлення, задимлення, агітації тощо)
- Допоміжні (навчальні, холості, для спеціальних випробувань тощо)

### За характером спорядження
- Зі звичайною вибуховою речовиною (конвенціональні)

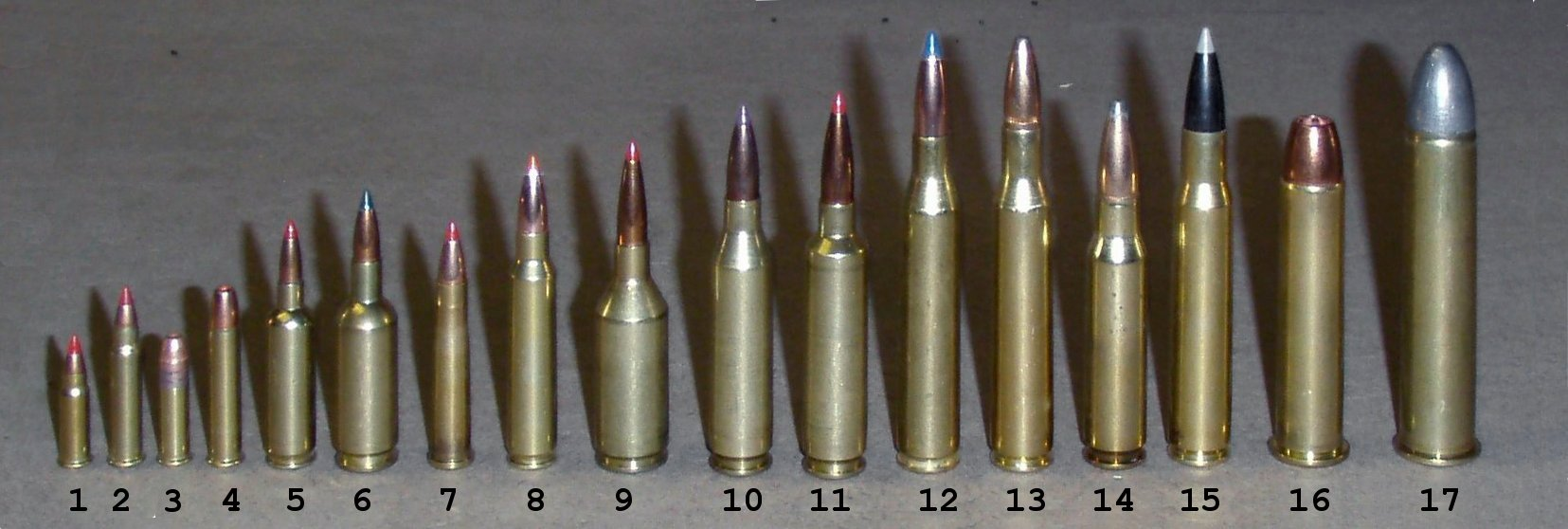
Набої до стрілецької зброї: 1).17 HM2 2) .17 HMR 3) .22LR 4) .22 WMR 5) .17/23 SMc 6) 5mm/35 SMc 7) .22 Hornet 8) .223 Remington 9) .223 WSSM 10) .243 Winchester 11) .243 Winchester Improved (Ackley) 12) .25-06 Remington 13) .270 Winchester 14) .308 Winchester 15) .30-06 Springfield 16) .45-70 Government 17) .50-90 Sharps

- Ядерні
- Об'ємного вибуху
- Хімічні
- Біологічні та інші

### Набої до стрілецької зброї
- З звичайною кулею
- З кулею підвищеної пробивальністю
- З кулею, що має зменшену швидкість
- З бронебійною кулею
- З трасуючою кулею
- З бронебійною запальною кулею
- З бронебійною запальною трасуючою кулею
- З запальною кулею миттєвої дії
- Пірорідинні
- Спеціальні
- Холості
- Навчальні.

### Пострілитанкової,протитанкової,польовоїйсамохідної артилерії
- З осколково-фугасною гранатою
- З бронебійним підкаліберним снарядом
- З кумулятивним снарядом
- З касетним снарядом із кумулятивними осколковими бойовими елементами
- Зі снарядом для постановки радіоперешкод
- З освітлювальним снарядом
- З димовим снарядом
- З пристрілювально-цілевказуючим снарядом
- Практичні для навчальної стрільби.

### Інженерні боєприпаси
- Протитранспортні міни
- Протитанкові міни
- Протипіхотні міни
- Річкові міни
- Сигнальні міни